# Prionopelta media
Prionopelta media este o specie de furnică, descoperită și descrisă de Shattuck, S. O. în 2008. Acesta poate fi găsită în Papua Noua Guinee